# Liste der Flottillen der Kriegsmarine
Die Flottillen der Kriegsmarine waren Verbände von Kriegsschiffen, die in der deutschen Marinesystematik als Boot bezeichnet werden und nicht den Status eines Schiffes haben. Die Führer dieser Verbände wurden als Flottillenchef bezeichnet.

## Artillerieträgerflottillen
→ Artillerieträgerflottillen

## Flak-Jäger-Flottille
- 2. Flak-Jäger-Flottille

## Flussflottillen
- Donauflottille
- Fährflottille Waal
- Flussräumflottille Niederlande
- Maasflottille
- Rhoneflottille
- Rheinflottille

## Geleitflottillen
→ Geleitflottillen

## Hafenschutzflottillen
→ Kommandant der Seeverteidigung#Hafenschutzflottille
- Hafenschutzflottille Aalborg-Hals
- Hafenschutzflottille Bergen
- Hafenschutzflottille Borkum
- Hafenschutzflottille Brest, aus der Küstenschutzflottille Brest
- Hafenschutzflottille Boulogne
- Hafenschutzflottille Cuxhaven
- Hafenschutzflottille Danziger Bucht
- Hafenschutzflottille Dodekanes, aus der Küstenschutzflottille Dodekanes
- Hafenschutzflottille Drontheim, später 64. Vorpostenflottille
- Hafenschutzflottille Dünkirchen
- Hafenschutzflottille Esbjerg
- Hafenschutzflottille französischem Riviera
- Hafenschutzflottille Frederikshavn
- Hafenschutzflottille Fridericia
- Hafenschutzflottille Gironde
- Hafenschutzflottille Hammerfest, später 65. Vorpostenflottille
- Hafenschutzflottille Helsingör
- Hafenschutzflottille Holland
- Hafenschutzflottille Kanalküste
- Hafenschutzflottille Kirkenes
- Hafenschutzflottille Kopenhagen
- Hafenschutzflottille Kristiansand-Süd
- Hafenschutzflottille Languedoc
- Hafenschutzflottille La Pallice
- Hafenschutzflottille Lorient, aus der Küstenschutzflottille Lorient
- Hafenschutzflottille Memel
- Hafenschutzflottille Molde
- Hafenschutzflottille Narvik
- Hafenschutzflottille Nordholland
- Hafenschutzflottille Nyborg
- Hafenschutzflottille Oslo, später Hafenschutzflottille Oslofjord
- Hafenschutzflottille Ostende
- Hafenschutzflottille Sandnessjöen
- Hafenschutzflottille Skagen
- Hafenschutzflottille Stavanger
- Hafenschutzflottille Südholland
- Hafenschutzflottille Wilhelmshaven

## Küstenschutzflottillen
- Küstenschutzflottille Brest, später Hafenschutzflottille Brest
- Küstenschutzflottille Dodekanes, später Hafenschutzflottille Dodekanes
- Küstenschutzflottille Lorient, später Hafenschutzflottille Lorient
- Küstenschutzflottille Peloponnes
- Küstenschutzflottille Pommernküste
- Küstenschutzflottille Preußenküste
- Küstenschutzflottille Reval
- Küstenschutzflottille Schwarzes Meer
- Küstenschutzflottille Westgriechenland
- 10. Küstenschutzflottille, ab November 1942 Hafenschutzflottille Griechenland
- 11. Küstenschutzflottille, ab November 1942 Hafenschutzflottille Griechenland
- 12. Küstenschutzflottille, ab November 1942 Hafenschutzflottille Griechenland
- 13. Küstenschutzflottille, ab November 1942 Hafenschutzflottille Griechenland

## Landungsflottillen
→ Landungsflottillen

## Minensuchflottillen
→ Minensuchflottillen

## Netzsperrflottillen
→ Netzsperrflottillen

## Räumbootsflottillen
- 1. Räumbootsflottille
- 2. Räumbootsflottille
- 3. Räumbootsflottille
- 4. Räumbootsflottille
- 5. Räumbootsflottille
- 6. Räumbootsflottille
- 7. Räumbootsflottille
- 8. Räumbootsflottille
- 9. Räumbootsflottille
- 10. Räumbootsflottille
- 11. Räumbootsflottille
- 12. Räumbootsflottille
- 13. Räumbootsflottille
- 14. Räumbootsflottille
- 15. Räumbootsflottille
- 16. Räumbootsflottille
- 17. Räumbootsflottille
- 30. Räumbootsflottille
- Flussräumflottille Niederlande

## Schnellbootflottillen
→ Schnellbootflottillen

## Schulflottillen
- Schnellboot-Schulflottille
- 1. Schnellboot-Schulflottille
- 2. Schnellboot-Schulflottille
- 3. Schnellboot-Schulflottille
- Sperrschulflottille (Aufstellung im November 1939), ab 1941 1. Sperrschulflottille bis Juni 1944
- 2. Sperrschulflottille (Aufstellung im Mai 1941), bis Kriegsende
- Torpedoschulflottille
- Schulflottille des Befehlshabers der Sicherung der Ostsee
- Kriegsfischkutter (KFK)-Schulflottille, bis Januar 1945
- Schulverband der U-Boot-Abwehrschule
- 1. Sicherungsschulflottille
- 2. Sicherungsschulflottille
- 3. Sicherungsschulflottille, im Frühjahr 1945 aus der 12. Landungsflottille
- 4. Sicherungsschulflottille

## Sicherungsflottillen
- 1. Sicherungsflottille
- 2. Sicherungsflottille
- 3. Sicherungsflottille
- 4. Sicherungsflottille
- 5. Sicherungsflottille
- 6. Sicherungsflottille, aus der Hafenschutzflottille Süd
- 8. Sicherungsflottille
- 9. Sicherungsflottille
- 10. Sicherungsflottille
- 11. Sicherungsflottille, aus der Hafenschutzflottille Triest
- 12. Sicherungsflottille
- 13. Sicherungsflottille
- 14. Sicherungsflottille
- 15. Sicherungsflottille
- 16. Sicherungsflottille

## Sperrbrecherflottillen
→ Sperrbrecherflottillen

## Torpedobootflottillen
- 1. Torpedoboot-Flottille
- 2. Torpedoboot-Flottille
- 3. Torpedoboot-Flottille
- 4. Torpedoboot-Flottille
- 5. Torpedoboot-Flottille
- 6. Torpedoboot-Flottille
- 7. Torpedoboot-Flottille
- 9. Torpedoboot-Flottille
- 10. Torpedoboot-Flottille

## Transportflottillen
→ Transportflottillen
- Transportflottille Niederlande

## U-Flottillen
- 1. U-Flottille
- 2. U-Flottille
- 3. U-Flottille
- 4. U-Flottille
- 5. U-Flottille
- 6. U-Flottille
- 7. U-Flottille
- 8. U-Flottille
- 9. U-Flottille
- 10. U-Flottille
- 11. U-Flottille
- 12. U-Flottille
- 21. U-Flottille
- 24. U-Flottille
- 26. U-Flottille
- 27. U-Flottille
- 29. U-Flottille
- 30. U-Flottille
- 31. U-Flottille
- 32. U-Flottille
- 33. U-Flottille

## Unterseebootsjagd-Flottillen
- 1. U-Jagdflottille
- 2. U-Jagdflottille
- 3. U-Jagdflottille
- 14. U-Jagdflottille
- 21. U-Jagdflottille
- 22. U-Jagdflottille
- 23. U-Jagdflottille

## Vorpostenflottillen
→ Vorpostenflottillen

## Zerstörerflottillen
- 1. Zerstörerflottille
- 2. Zerstörerflottille
- 3. Zerstörerflottille
- 4. Zerstörerflottille
- 5. Zerstörerflottille
- 6. Zerstörerflottille
- 8. Zerstörerflottille